# Ultimi Scopuli
Ultimi Scopuli és una formació geològica de tipus scopulus a la superfície de Mart, localitzada amb el sistema de coordenades planetocèntriques a -71.12 latitud N i 220.91 ° longitud E, que fa 560.47 km de diàmetre. El nom va ser aprovat per la UAI l'any 2006 i fa referència a una característica d'albedo.